# 馬氏鱷亞科
馬氏鱷亞科（學名：Mekosuchinae），又稱為梅科鱷亞科，是澳洲及南太平洋大洋洲的鱷魚亞科，現已滅絕。化石紀錄顯示牠們最初於始新世的澳洲出現，並一直生存在澳洲至更新世人類到達時，以及在斐濟、新喀里多尼亞及萬那杜至全新世。其分類被受爭議：一些認為應為鱷科之下的一個亞科；也有指應為一個獨立的科，並與鱷科同屬鱷總科。

## 分類
馬氏鱷亞科是一個頗為多樣性的群組。當中的Mekosuchus inexpectatus，估計為本亞科最後一個存活的物種，要到全新世時才於新喀里多尼亞滅絕。科學家估計這個物種還是一個樹棲的物種。至於中新世早期的物種Harpacochampsa camfieldensis估計與今日馬來長吻鱷的型態相像。另一種在新西兰的中新世沉積層發現的化石，至今仍未被描述。馬氏鱷物種則幸運地可透過「跳島」（island-hopping）的形式擴散其分佈至南太平洋諸島：估計牠們首成橫渡珊瑚海至一個今日已被海水淹過的切斯特菲爾德群島，然後遷往新喀里多尼亞，再往其他島嶼遷徙。
在更新世，金卡納鱷屬物種是當時澳洲大陸上的顶级掠食者。

## 滅絕
馬氏鱷亞科幾乎各屬物種的數量在後中新世的澳大利亞都急劇下降，除了金卡納鱷屬和沼王鱷屬的物種不受影響。這兩屬的物種要到上新世末期的第四紀滅絕事件發生時才消失。其他物種在萬那杜及新喀里多尼亞則待至人類到達才滅絕。